# Acridini
Acridini — триба із підродини Acridinae родини Acrididae. Вперше він був описаний як Truxalis Conicus у 1781 році.

## Опис
Комахи цеї триби зазвичай стрункі і, як і інші члени підродини Acridinae, не мають стридуляційних кілків і є тихими.

## Роди
Ця триба включає кілька монотипних австралійських родів; «Файл видів прямокрилих» перераховує:
- Acrida Linnaeus, 1758 (поширений у Старому Світі та Австралазії)
- Acridarachnea Bolívar, 1908 (Африка) монотипний:
  - Acridarachnea ophthalmica Bolívar, 1908
- Caledia Bolívar, 1914 (Австралія) монотипний:
  - Caledia captiva (Fabricius, 1775)
- Calephorops Sjöstedt, 1920 (Австралія) монотипний:
  - Calephorops viridis Sjöstedt, 1920
- Cryptobothrus Rehn, 1907 (Австралія, syn. Austrobothrus Sjöstedt, 1921, Exobothrus Sjöstedt, 1936) монотипний:
  - Cryptobothrus chrysophorus Rehn, 1907

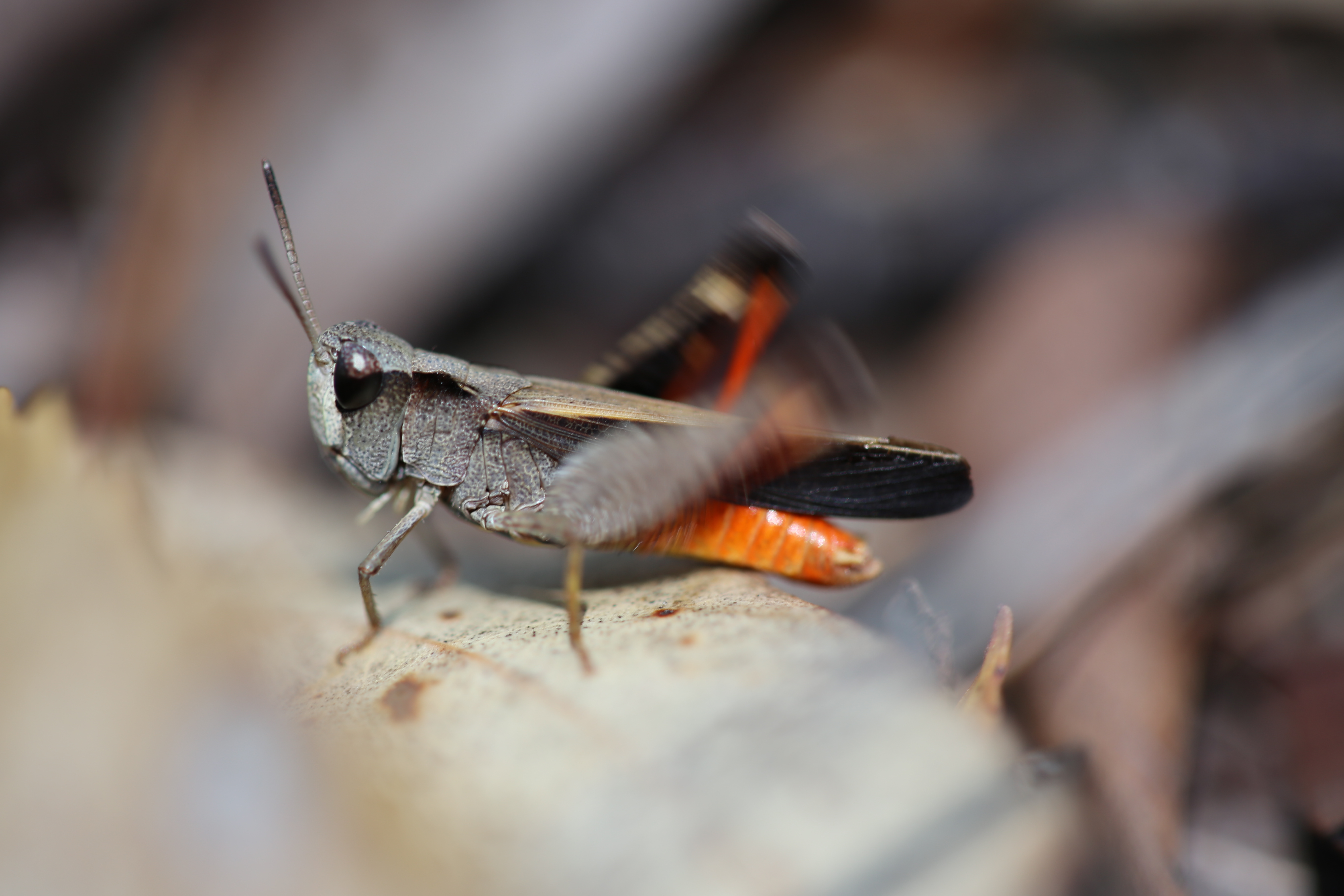
Cryptobothrus chrysophorus

- Froggattina Tillyard, 1926 (Австралія) монотипний:
  - Froggattina australis (Walker, 1870)
- Keshava (insect) Gupta & Chandra, 2017 (Індія)
  - Keshava barnawaparensis Gupta & Chandra, 2017
  - Keshava jugadensis Gupta & Chandra, 2017
  - Keshava shishodensis Gupta & Chandra, 2017
- Perala Sjöstedt, 1921 (Австралія) монотипний:
  - Perala viridis Sjöstedt, 1921
- Rapsilla Sjöstedt, 1921 (Австралія) монотипний:
  - Rapsilla fusca Sjöstedt, 1921
- Schizobothrus Sjöstedt, 1921 (Австралія)  монотипний:
  - Schizobothrus flavovittatus Sjöstedt, 1921